# Glareola
Glareola és un gènere d'ocells de la subfamília dels glareolins (Glareolinae), dins la família dels glareòlids (Glareolidae). Es caracteritzen per unes potes curtes, unes ales llargues i punxegudes i llargues cues en forma de forquilla. Als Països Catalans viu una de les espècies, la perdiu de mar (Glareola pratincola), nom que es fa extensiu a la resta d'espècies del gènere i també al proper gènere Stiltia.
Una característica inusual dins l'ordre dels caradriformes és la caça al vol d'insectes, a la manera de les orenetes, encara que també pot alimentar-se a terra. Els seus curts becs són una adaptació a l'alimentació aèria.
El seu vol és ràpid i gràcil com el d'una oreneta o un xatrac, amb moltes maniobres per perseguir llurs preses. Són més actius a l'alba i al capvespre, descansant durant la part més calorosa del dia.
Es troben en zones càlides del Vell Món, des del sud d'Europa i Àfrica, a través d'Àsia meridional fins al sud-est asiàtic. Les espècies que crien en zones temperades fan llargues migracions.
La posta consta de 2 – 4 ous que dipositen al sòl, en una depressió, al descobert.

## Llista d'espècies
El gènere s'ha classificat en 7 espècies:
- Glareola pratincola - Perdiu de mar europea.
- Glareola maldivarum - Perdiu de mar oriental.
- Glareola nordmanni - Perdiu de mar alanegra.
- Glareola ocularis - Perdiu de mar de Madagascar.
- Glareola nuchalis - Perdiu de mar fumada.
- Glareola cinerea - Perdiu de mar grisa.
- Glareola lactea - Perdiu de mar menuda.